# Alice Saunier-Seïté
Pour les articles homonymes, voir Saunier et Seité.
Alice Saunier-Seïté est une géographe et femme politique française, née Saunier le 26 avril 1925 à Saint-Jean-le-Centenier (Ardèche) et morte le 5 août 2003 dans le 6e arrondissement de Paris. Elle est secrétaire d'État de janvier 1976 à janvier 1978, puis ministre des Universités jusqu'en mai 1981.

## Biographie

### Carrière universitaire
En 1952, elle soutient un mémoire de diplôme d’études supérieures de géographie. Elle est nommée dans un collège technique de la région parisienne où elle enseigne le français, l’histoire et la géographie. En 1958, elle est admise en qualité de chercheur au Centre national de la recherche scientifique (CNRS). Elle consacre sa thèse, en 1963, au massif de l’Oetzal et une thèse supplémentaire au Suedfoehn qui souffle sur Innsbruck.
En 1963, elle est nommée maître de conférences de géographie à Brest. En 1970, elle dirige l’Institut universitaire de technologie de Sceaux, qu'elle  a été chargée de créer. Au cours de sa carrière universitaire, elle a été en France la première femme à être élue doyenne de la faculté de lettres et de sciences sociales de Brest, avant d'être recteur de l'académie de Reims (en juillet 1973) et enfin professeur au Conservatoire national des arts et métiers.

#### Postes occupés
- Docteur ès lettres (prix Jean-Baptiste Morot de la Société de géographie en 1963)[5] et diplômée de l’École nationale des langues orientales vivantes
- Chargée de recherches du CNRS (1958-1963)
- Maître de conférences en géographie (1963)
- Professeur à la faculté des lettres de Rennes (1965-1969)
- Doyen de la faculté des lettres et des sciences sociales de Brest (1968-1969). Première femme doyen d'une faculté française
- Professeur à l'université Paris-V (1969-1970)
- Directrice de l’IUT de Sceaux (1970-1973)
- Recteur de l’académie de Reims de 1973 à 1976. Première femme recteur d'académie
- Professeur titulaire de la chaire d'organisation géographique de l'espace au Conservatoire national des arts et métiers. Première femme élue à une chaire au CNAM.

### Carrière politique
Le 12 janvier 1976, elle est nommée secrétaire d’État aux Universités. En 1979, elle prend la responsabilité de faire raser les bâtiments de l'université de Vincennes, qui est reconstruite 15 km plus loin, à Saint-Denis où elle se trouve encore. La presse satirique s'en donna à cœur joie, le Canard enchaîné titre : « Alice a perdu ses facultés » et le commentaire peu amène de la ministre fut publié partout : « De quoi se plaignent-ils ? Leurs nouveaux bâtiments seront situés entre la rue de la Liberté, l'avenue Lénine et l'avenue de Stalingrad, et ils sont chez les communistes ».
Comme le souligne Michel Winock dans son commentaire sur le livre de François Dosse, Vincennes. Heurs et malheurs de l’université de tous les possibles (2024) :

« [Alice Saunier-Seïté] n'entreprend pas la démolition de l'université rebelle, elle décrète son annulation : il ne doit rien en rester, pas la moindre ruine, pas la moindre trace. Les bulldozers sont chargés de l'exorcisme : contrairement aux champs d'Attila, l'herbe repoussera sur le tombeau de Paris-VIII, comme si rien ne s'était passé en cet endroit rendu aux promeneurs. »

À l'hiver 1981, elle cosigne dans Éléments une tribune intitulée « Pour une alternative au socialisme ».

#### Postes occupés
- Secrétaire d'État aux Universités dans le gouvernement Jacques Chirac (1) du 12 janvier au 27 août 1976, puis dans le gouvernement Raymond Barre (1) du 29 août 1976 au 29 mars 1977
- Ministre des Universités dans le gouvernement Raymond Barre (2) du 29 mars 1977 au 31 mars 1978 et dans le gouvernement Raymond Barre (3) du 31 mars 1978 au 22 mai 1981
- Ministre déléguée à la Famille du 4 mars 1981 au 22 mai 1981 dans le gouvernement Raymond Barre (3)
- Adjointe au maire de Manso (1977-1983)
- Conseillère de Paris (1983-2001) (Premier conseiller de Paris à être élu à l'Institut de France)
- Adjointe au maire du VIe arrondissement de Paris
- Présidente nationale du mouvement des élus locaux (1990-1998)
- Membre de l’Académie des sciences morales et politiques (1995) dans la section générale, au fauteuil laissé vacant par le décès de Bernard Chenot

### Vie privée
Fille de Daniel Saunier et de Marie-Louise Lascombe, elle épouse Élie-Jacques Picard — dont elle a deux fils — puis Jérôme Seïté, inspecteur général de l’enseignement supérieur, l’un des rédacteurs de la loi d’orientation déposée par Edgar Faure (mariée en 1968, veuve en 1972).

## Œuvres
- 1963 - Les Vallées septentrionales du massif Oetztal (sous le nom d'Alice Picard).
- 1965 - Contribution à l'étude du Suedfoehn d'Innsbruck (sous le nom d'Alice Picard).
- 1980 - Le comte Boissy d'Anglas. Conventionnel et pair de France, France Univers, 359 p.
- 1982 - En première ligne. De la communale aux universités, Plon, 188 p.
- 1984 - Remettre l'État à sa place (Sous la direction d'Alice Saunier-Seïté), Plon / Le club Figaro Magazine, 187 p.
- 1985 - Une Europe à la carte (Sous la direction d'Alice Saunier-Seïté), Plon / Le club Figaro Magazine, 193 p.
- 1998 - Le Cardinal de Tournon, le Richelieu de François Ier. La Voute, Les Deux Mondes, 1998, 159 p.
- 1998 - Les Courtenay. Destin d'une illustre famille bourguignonne, France Empire, 1998, 252 p.
- 1999 - Dictionnaire des monuments d'Île-de-France (en collaboration).
- 2000 - Giscard à deux voix, Perrin.

## Distinctions

### Décorations

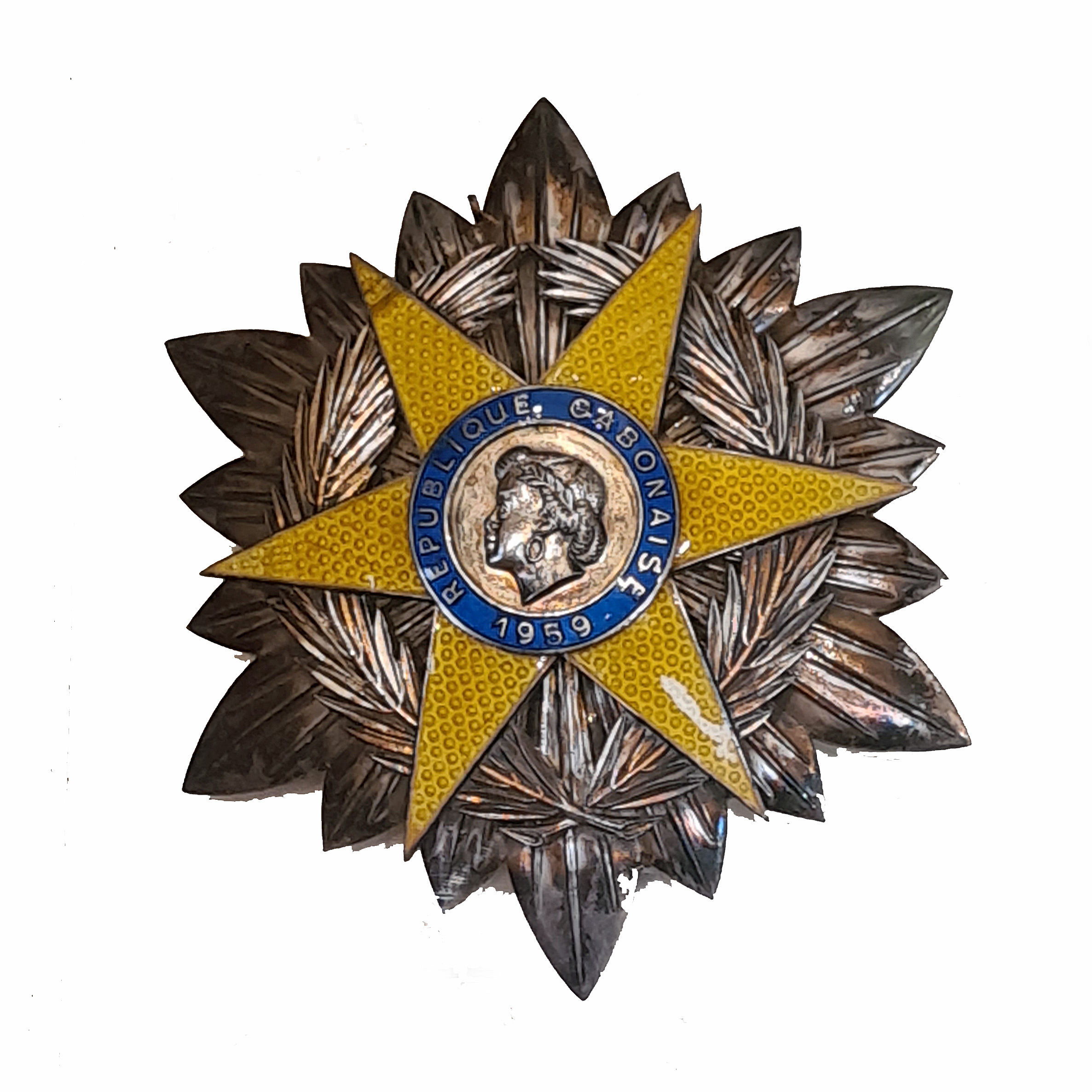
Insigne de grand-officier de l'ordre de l'Étoile équatoriale (Gabon) décerné à Alice Saunier-Seïté.

- Commandeure de la Légion d'honneur. Officière du 6 août 1986, elle est promue commandeure le 1er avril 1994[12].
- Grande officière de l'ordre national du Mérite. Elle est directement élevée à la dignité de grand officier le 10 novembre 1997[13], pour récompenser ses 39 ans de services civils.
- Commandeure de l'ordre des Palmes académiques. Par décret en date du 24 novembre 1987, au titre d'« ancien ministre des universités »[14]
- Commandeure de l'ordre des Arts et des Lettres. Elle est faite commandeure le 14 novembre 1995[15].
- Grande croix ou grand officier en Grèce, Islande, Luxembourg, Portugal, Suède, Burkina, Cameroun, Côte d'Ivoire, Égypte, Gabon, Indonésie[5].

### Hommage

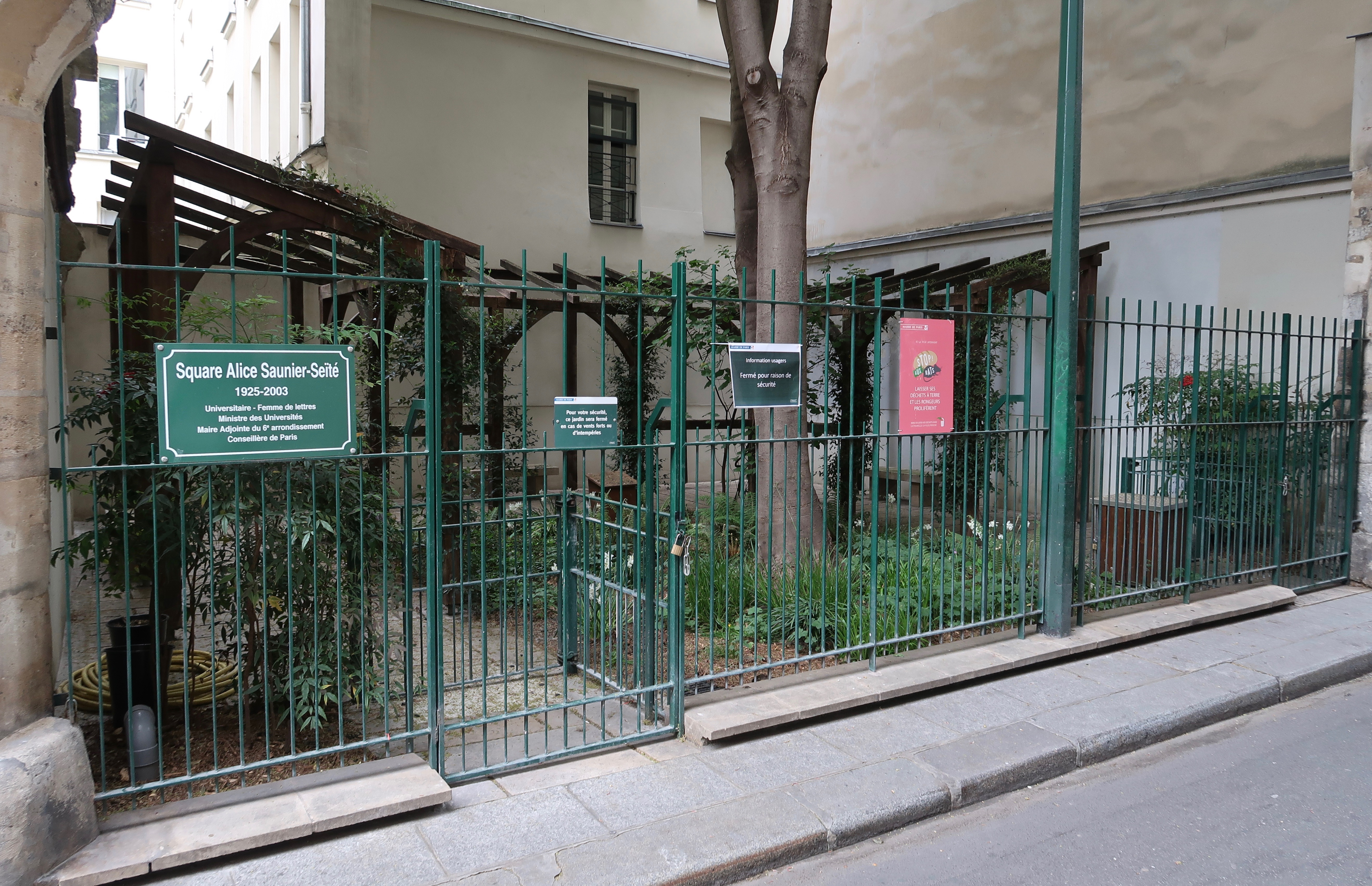
Le jardin Alice-Saunier-Seïté.

En 2017, le jardin de la rue Visconti, dans le 6e arrondissement de Paris, prend son nom en hommage.
En 2022, une salle de l'UFR Segalen à Brest (UBO) est nommée en son honneur, à la suite d'une consultation, du fait d'avoir été la première doyenne élue dans cette université.